# هونوکتاولا
هونوکتاولا (به لاتین: Hunuketawala) یک منطقهٔ مسکونی در سری‌لانکا است که در استان مرکزی (سری‌لانکا) واقع شده‌است.